# Club Tomás de Rocamora
El Club Tomás de Rocamora es una institución polideportiva de la ciudad de Concepción del Uruguay, provincia de Entre Ríos, conocida a nivel nacional por su equipo profesional de básquet, que actualmente disputa la segunda división nacional en dicho deporte, La Liga Argentina. El club fue campeón del Campeonato Argentino de Clubes en 1965.
Además tiene un equipo profesional de básquet femenino que disputa la Liga Femenina de Básquetbol.

## Historia
El primer logro de Rocamora en el baloncesto nacional fue el Campeonato Argentino de Clubes. El equipo de 1965 estuvo integrado por, entre otros, Mario Tucumano González, Enrique Palladino, Raúl Rivero, Oscar Dutra, Alberto Podestá, Juan Aguilar y Luis Delorenzi, el entrenador fue Julio César Paccagnella.
En 1984 la nueva estructuración del deporte a nivel nacional le permitió a la provincia de Entre Ríos tener 4 plazas en la segunda división de transición, y con posibilidad de disputar la primera edición de la Liga Nacional de Básquet. Rocamora no logró el ascenso, pero disputó la primera Liga "B", donde llegó a semifinales y no logró acceder al hexagonal final. También disputó la segunda división en 1986, en 1987 y en 1988, en esta última edición perdió la categoría. En 1990 ganó la Liga Provincial de Entre Ríos y accedió a la Liga "C", la cuarta división. El mismo resultado obtuvo en 1993 y en 1995.
El comienzo de la historia reciente de Rocamora en el básquet a nivel nacional se remonta a 2006, cuando ganó el torneo provincial y accedió a la Liga "B". En aquel año ganó la serie final 3 a 0 ante Estudiantes de Concordia. Tras seis años en la divisional, en 2012 logró el campeonato y el ascenso al vencer en la serie final a Alianza Viedma.

### Temporadas en el TNA
Antes del comienzo de la primera temporada de Rocamora en su vuelta a la élite del básquet nacional, una grave noticia golpeó al plantel, el fallecimiento de Federico Salvarredy, jugador que había logrado el ascenso a la divisional. En la temporada 2011-12 disputó la zona norte con José Martín Amden como entrenador. En la primera ronda logró un registro de 9 victorias y 9 derrotas, accediendo al TNA 2 y deviendo revalidar la plaza en la categoría. Gracias a los puntos logrados en la primera ronda logró superar a Asociación Española de Charata, ya que en la segunda ronda tan solo logró 2 victorias en 8 presentaciones. Terminó su primera participación en la penúltima ubicación en la fase regular de la zona norte, en la decimonovena ubicación general sobre veintiún equipos con solo 11 victorias en 26 partidos.
En la temporada 2012-13, aún con José Amden en el banco de suplentes, Rocamora no mejoró su posición respecto de la temporada pasada, quedando un puesto por encima de aquellos del descenso pero fuera de play-offs tras perder en un triple empate con San Lorenzo de Chivilcoy y Banda Norte por no haber logrado vencer a dichos rivales. Logró 11 victorias en 24 partidos. Al año siguiente logró acceder a la siguiente fase al resultar favorecido en el desempate ante 9 de Julio de Río Tercero. El equipo había logrado 11 victorias en 24 partidos, misma marca que en la pasada temporada, y fue emparejado ante San Isidro de San Francisco, el mejor equipo de la zona norte. El equipo cordobés "barrió" la serie 3 a 0 y avanzó de fase.
En la temporada 2013-14 logró solo dos victorias en la primera ronda y nueve en la segunda, llegando así a once victorias en veintiséis partidos. Accedió a los play-offs al desempatar ante 9 de Julio de Río Tercero. Quedó eliminado en una serie al mejor de cinco ante San Isidro de San Francisco, que ganó la serie 3 a 0. En la temporada 2014-15, jugada sin descensos, logró 6 victorias y 6 derrotas en la primera fase e integró la zona norte del torneo, donde cosechó 7 victorias en 22 partidos y terminó decimoprimero, nuevamente emparejado con San Isidro de San Francisco, que esta vez eliminó a Rocamora en una serie al mejor de 3 partidos.
La temporada 2015-16 se jugó sin descensos y se amplió el número de participantes y de partidos. Rocamora integró la conferencia litoral y en ella logró 6 victorias en 12 encuentros, sin embargo en la segunda rueda su rendimiento no fue tan bueno y llegó a 7 victorias en 22 presentaciones, quedando así penúltimo de conferencia y emparejado ante San Isidro de San Francisco. En una serie al mejor de tres partidos Rocamora ganó el primero en el Pacagnella pero cayó en los dos siguientes jugados en la provincia de Córdoba y quedó nuevamente eliminado en la primera instancia de play-offs.
En el TNA de 2015-16 mejoró su rendimiento y logró ubicarse sexto en la conferencia producto de 18 victorias en 32 partidos. Quedó emparejado ante Gimnasia de La Plata con ventaja de cancha, pero quedó eliminado tras perder el segundo partido como local y los dos siguientes en la ciudad bonaerense.
El TNA de 2016-17, tras terminar la primera fase con 6 victorias y 6 derrotas, Cristian Santander dejó el cargo y fue reemplazado por Juan Manuel Varas. Con Varas como entrenador, Rocamora logró 11 victorias en 24 partidos, y terminó noveno en la conferencia sur, y emparejado ante Atenas de Carmen de Patagones en la reclasificación de la conferencia, la primera llave de play-offs. Quedó eliminado en cinco juegos a pesar de haber ganado un encuentro como visitante al caer como local en el cuarto juego y quedar eliminado en Carmen de Patagones.
A mediados de 2017 el TNA cambia de nombre y se llama «La Liga Argentina». El entrenador para esta nueva temporada continuó siendo Juan Manuel Varas. El formato de competencia se mantuvo y el equipo integró en la primera ronda la Conferencia Centro Sur, donde quedó penúltimo con solo cuatro victorias, y luego, arrastrando la mitad de puntos obtenidos, jugó en la Conferencia Sur donde deambuló por los últimos puestos de la tabla, salvándose de jugar el descenso a falta de un partido para terminar la fase regular al vencer a Ciclista Juninense como local. El equipo terminó la temporada penúltimo de la conferencia, sin acceder a play-offs pero salvado del descenso.

## Instalaciones
El estadio principal del club es el Estadio Julio César Paccagnella, ubicado en el Boulevard Hipólito Yrigoyen n.º 349 de Concepción del Uruguay. Cuenta con capacidad para 1000 espectadores.

## Datos del club
| Baloncesto masculino - Temporadas en primera división: ninguna - Temporadas en Segunda división: - En el Torneo Nacional de Ascenso: 7 (2011-12 a actualidad) - Mejor puesto en la liga: 15.° a nivel nacional (de 20, 2013-14) - Peor puesto en la liga: 23.° a nivel nacional (de 24, en 2014-15) - En la Liga "B": 4 (1985 a 1988) - Mejor puesto en la liga: séptimo (1985) - Peor puesto en la liga: último de zona (1988) - Temporadas en tercera división: 6 (2006 a 2012) - Mejor puesto en la liga: campeón (2011-12) - En copas nacionales - Participaciones en el Torneo Súper 4 de la segunda división: 1 (2019) - Mejor puesto en la liga: semifinalista (2019) | Baloncesto femenino - Temporadas en Liga Femenina de Básquetbol: 2 (2017 y 2018.I) - Mejor puesto en la liga: 5.° de conferencia (2017) - Temporadas en Torneo Federal: 1 - Mejor puesto en la liga: eliminado en primera ronda (2016) |

## Plantel y cuerpo técnico
Siguen de la temporada pasada
- Juan Manuel Varas (DT)[12]

Altas
- Facundo Gago[13]
- Mauro Araujo[13]
- Agustín Paparini[13]
- Manuel Olocco[13]
- Dominique Shaw[14]
- Arlando Cook[14]
- Galo Impini (U23)[15]
- Francisco Pag (U23)[15]
- Exequiel Gaido[15]
- Manuel Gómez

## Jugadores destacados
| Equipo campeón del provincial 2006: - Aldo González - Martín Franzolini - Carlos Pérez - Luján Caire - Gabriel Beragua - Pablo Bocuhet - Gabriel Dantas - Matías Plut - Eugenio Wiemann - Norberto Santini - Juan Pablo Gavino - Gastón Leal DT: Mario Tucumano González | Equipo campeón de la Liga "B" 2011-12: - Jorge Chahab - Lucas Barlasina - Adolfo García Barros - Mauro Sierra - Emilio Domínguez - Matías Novello - Franco Antonellini - Matías Hansen - Agustín Richard - Horacio Rigada DT: Martín Andem | Otros - Elnes Haroldo Bolling - Manuel Gómez |

## Entrenadores
- 2011-2013: Martín Amden
- 2013-2016: Cristian Santander
- 2016-2020: Juan Manuel Varas
- 2021-2021: Carlos Pérez

## Palmarés
- Campeón del Campeonato Argentino de Clubes de 1965.[1]
  - Subcampeón del Campeonato Argentino de Clubes en 1968 y 1969.
- Campeón de la Liga "B" de 2011-12.
- Campeón del Torneo Provincial de Básquet de Entre Ríos en 1990, 1993, 1995, 2001 y 2006.[3]

## Otros deportes

### Baloncesto femenino

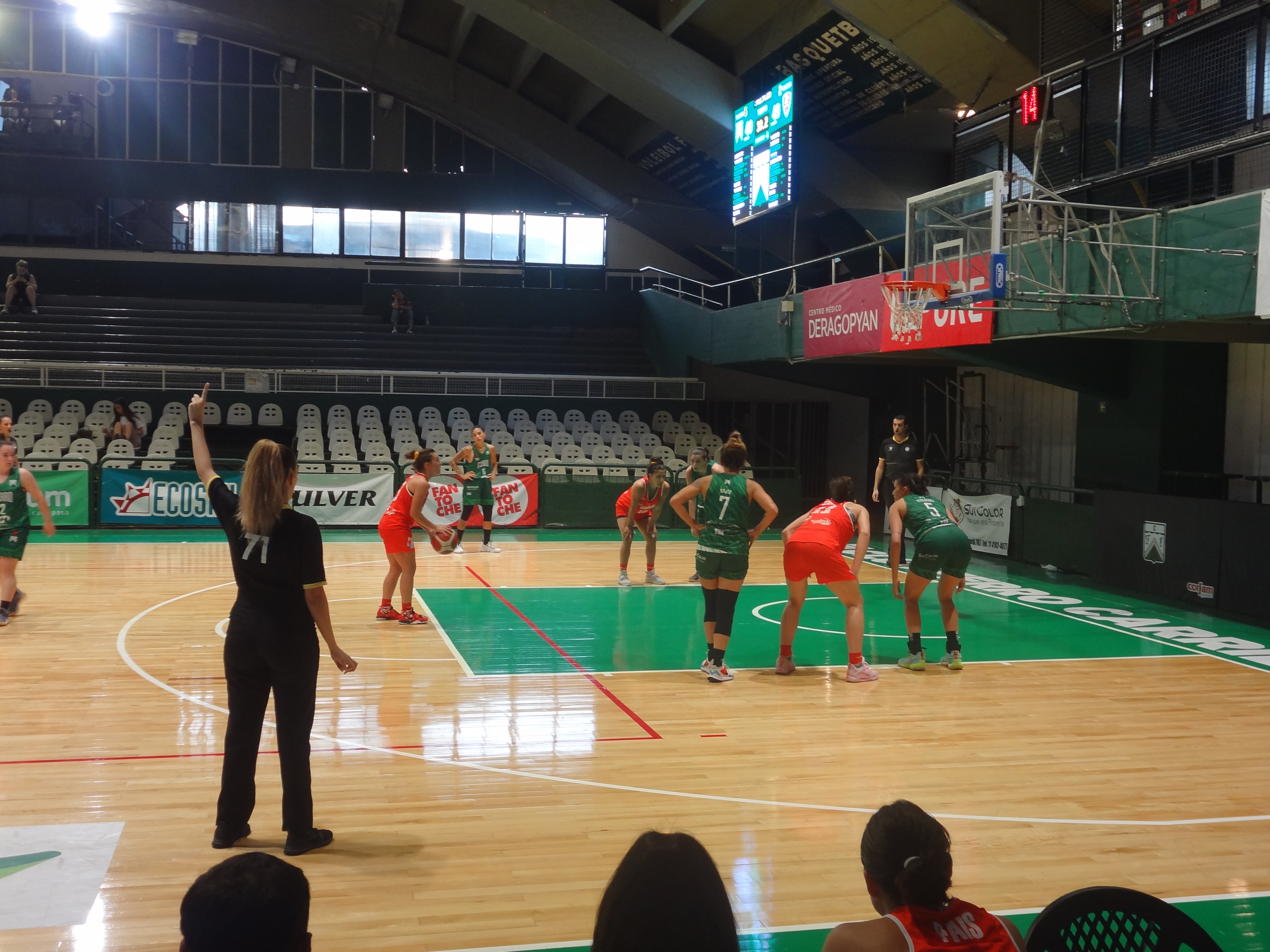
El equipo femenino del club enfrentando a su par de Ferro Carril Oeste por la temporada 2022 de la Liga Nacional Femenina

La rama femenina del club ha participado en diversos campeonatos nacionales. En 2016 disputó el Federal Femenino organizado por la CABB con una mala participación en un grupo que compartió con Talleres de Paraná, Estudiantes de Paraná y Unión de Goya. Tan solo logró dos victorias en seis partidos, ambas ante Unión. Ese mismo año jugó la SuperLiga Femenina, también organizada por la CABB. En el segundo certamen tuvo más partidos, catorce, donde logró cinco victorias y no logró avanzar de fase por perder el desempate directo ante Talleres de Paraná.
En 2017 disputó la Liga Femenina, el novedoso torneo gestionado por la CABB y la AdJ, mismo ente que gestiona la Liga Nacional y el TNA. El equipo disputó la conferencia sur, y tras diez encuentros quedó quinto sobre seis participantes y no pasó a la segunda fase, con tan solo dos victorias, ambas ante Peñarol de Mar del Plata.
En 2018 disputa nuevamente la Liga Femenina y participó en el primer torneo de la temporada, donde solo hay 8 equipos y se enfrentan todos contra todos. Rocamora es conducido por Laura «Lali» González y contrató a dos jugadoras extranjeras, la uruguaya Sabina Bello y la brasilera Izabella Sangalli.